# Jennifer Lamy
Jennifer Lamy   (Wagga Wagga, 28 de febrer de 1949), de casada Frank, és una atleta australiana, ja retirada, especialista en curses de velocitat, que va competir durant les dècades de 1960 i 1970.
El 1968 va prendre part en els Jocs Olímpics d'Estiu de Ciutat de Mèxic, on va disputar dues proves del programa d'atletisme. Va guanyar la medalla de bronze en la cursa dels 200 metres, rere la polonesa Irena Szewińska i la seva compatriota Raelene Boyle, mentre en els 4x100 metres relleus finalitzà en cinquena posició.
En el seu palmarès també destaquen tres medalles d'or i una de plata als Jocs de la Commonwealth, en les edicions de 1966, 1970 i 1974; i tres campionats nacionals: els 200 metres el 1967 i els 100 i 200 metres el 1969.
El 2000 va rebre l'Australian Sports Medal i el 2014 va ser inclosa al Saló de la Fama d'Atletisme d'Austràlia.

## Millors marques
- 100 metres. 11.2" (1967)
- 200 metres. 22.8" (1968)[1][5]